# Equinox (videogioco 1986)
Equinox è un videogioco di avventura dinamica e sparatutto con protagonista un robot sferico, pubblicato nel 1986 per Amstrad CPC, Commodore 64 e ZX Spectrum dalla Mikro-Gen.

## Modalità di gioco
Il giocatore controlla il robot all'interno di una base sotterranea in un asteroide, che è stata evacuata a causa della radioattività, con l'obiettivo di recuperare dei bidoni di rifiuti radioattivi e portarli a un punto di smaltimento. La base è composta da otto livelli, accessibili solo dopo aver trovato lo specifico pass, ed è popolata da robot ostili di vario tipo, ostacoli e apparecchiature. C'è anche un limite di tempo in ogni livello, dato in particolare da un bidone instabile che va smaltito prima che esploda.
Ogni livello è costituito da molte stanze a schermata singola con visuale di profilo, variamente interconnesse da passaggi, ascensori e teletrasporti, per un totale di 128 stanze. Per proseguire nell'avventura, oltre al frequente combattimento, è necessario risolvere enigmi utilizzando correttamente oggetti.
Il robot ha l'aspetto di una sfera rotante in grado di muoversi orizzontalmente sui pavimenti e volare. Si dispone di tre vite e di una barra di energia per ciascuna, ricaricabile con gli opportuni oggetti. L'energia si consuma al contatto con i nemici oppure come carburante per volare verso l'alto con la spinta a razzo. Muoversi orizzontalmente o cadere verso il basso non richiede invece energia.
Come arma il robot ha un laser che spara in orizzontale, anch'esso dotato di una propria barra di energia limitata e ricaricabile raccogliendo le apposite batterie. Si può inoltre trasportare un solo oggetto alla volta.

## Accoglienza
Equinox ricevette solitamente giudizi positivi dalla critica dei suoi tempi, in tutte le tre versioni. Molte riviste europee apprezzarono la mescolanza di azione sparatutto e di avventura con rompicapo. Ad esempio Computer and Video Games 56 (Amstrad e Spectrum) lo considerò un Hit, con voto massimo in particolare alla giocabilità, e Computer and Video Games 56 (Commodore 64) gli assegnò un 83% complessivo. Per entrambe il punto meno forte, ma comunque valido, era il sonoro.